# 小艾鼬
小艾鼬（学名：Mustela amurensis）为鼬科鼬属的动物。分布于外兴安岭、结雅河和乌达河下游及布列亚河流域、前苏联的布拉戈维申斯克地区以及中国大陆的黑龙江等地，多生活于喜栖息于针阔叶混交林、阔叶林、林缘灌丛、农耕地以及亦生活草原地区。该物种的模式产地在黑龙江流域,布拉戈维申斯克。